# صادق قادر
صادق قادِر (بالإنجليزية: Sadik Kadir)‏ هو لاعب كرة مضرب أسترالي، ولد في 27 يوليو 1981 في سورابايا في إندونيسيا.

## وصلات خارجية
- صادق قادِر على موقع رابطة محترفي التنس (الإنجليزية)
- صادق قادِر على موقع الاتحاد الدولي لكرة المضرب (الإنجليزية)
- صادق قادِر على موقع اتحاد التنس الأسترالي (الإنجليزية)
- صادق قادِر على موقع خلاصة التنس.كوم (الإنجليزية)